# Contra principia negantem disputari non potest
Contra principia negantem disputari non potest (auch: contra principia negantem non est disputandum oder Contra principia negantem disputari nequit) ist ein lateinisches Sprichwort, das die Anerkennung gemeinsamer Kommunikationsgrundlagen fordert und eine Absage an ideologische Argumentationen enthält.
Die Sentenz geht zurück auf eine Stelle in Aristoteles’ Physik (1,2 185a 1-3), an der es darum geht, dass eine Debatte um Geometrie an Grenzen stößt, wenn der Debattengegner die Prinzipien der Geometrie nicht anerkennt.
In deutscher Übersetzung lautet der Satz: „Gegen den, der die Prinzipien leugnet, läßt sich nicht streiten.“, also etwa: „Mit jemandem, der die Prinzipien/Grundlagen (der Diskussion/Kommunikation) leugnet, lässt sich keine Auseinandersetzung führen.“
Eine Frage oder ein Streit, dessen Gegenstand die Prinzipien selbst sind, nennt man eine Prinzipienfrage oder einen Prinzipienstreit.
Das Argumentieren stößt sowohl bei Diskussionen um Ethik, Alltagsüberzeugungen,  Geisteswissenschaften als auch im Bereich der empirischen, naturwissenschaftlichen Erkenntnis gelegentlich auch in der Gegenwart an Grenzen, so dass die Sentenz zur Anwendung kommt.
Der Satz findet in sich in zahlreichen Erörterungen zum Thema Diskussionen und Streitfragen, zum Beispiel in Eristische Dialektik (1830) von Arthur Schopenhauer.
Der logische Empirist Walter Dubislav wandte sich 1929 gegen die seiner Auffassung nach häufige Behauptung der Vertreter des Kritizismus nach Immanuel Kant, der Satz gelte nicht, wenn es um einige philosophische Behauptungen gehe, weil jeder Streit über Philosophie auf die im Unterschied zur Mathematik nicht klar auf der Hand liegenden Prinzipien der Philosophie hinauslaufe.
1946 vertrat der Philosoph Karl Jaspers die Ansicht, dass in der logischen Disputation der Wissenschaft durch die Voraussetzung fester Prinzipien und der Ableitung von Folgen aus ihnen zwar für formale Klarheit gesorgt wird, aber Disputationen letztlich häufig mit der Feststellung des Satzes enden und einem „geistigen Ganzwerden“ nicht immer dienlich seien.
Der Philosoph Karl Popper sah es 1994 als Irrtum an, dass jede rationale Diskussion von einigen Prinzipien oder Axiomen ausgehen müsse, die dogmatisch akzeptiert werden müssen, wenn ein unendlicher Regress vermieden werden soll. Popper diskutiert die Frage, ob es nötig sei, wenn man über die Gültigkeit von Prinzipien oder Axiomen rational diskutieren möchte, zugleich erneut wieder auf Prinzipien und Axiome zurückzugreifen. Nach Popper bestehen die Vertreter des Prinzips meistens entweder dogmatisch auf der Wahrheit eines Rahmens von Prinzipien oder Axiomen, oder aber sie werden Relativisten und sagen, dass es unterschiedliche Rahmenbedingungen gebe und daher keine rationale Diskussion zwischen ihnen, also keine weitere rationale Wahl gebe. Popper sieht das als einen Irrtum an, der stillschweigend annimmt, jede rationale Diskussion habe den Charakter einer Rechtfertigung, eines Beweises, einer Demonstration oder einer logischen Ableitung aus anerkannten Prämissen. Diese naturwissenschaftliche Art der Diskussion könne auch der Philosophie zeigen, dass es eine weitere Art der rationalen Diskussion gebe, und zwar eine kritische Diskussion, die nicht versucht, eine Theorie zu beweisen, zu rechtfertigen oder zu etablieren. Eine solche Diskussion versucht nicht, von höheren Prämissen abgeleitet zu werden, sondern versucht, die jeweils diskutierte Theorie zu testen dadurch, dass sie herausfindet, ob ihre logischen Folgen alle akzeptabel sind oder ob sie möglicherweise unerwünschte Folgen hat.
In Diskussionen um das Verhältnis von Naturwissenschaften und Geisteswissenschaften taucht die Sentenz immer wieder auf. Die Begriffe Bedeutung, Verstehen und Bewusstsein werden im geisteswissenschaftlichen Begriffsfeld anders verstanden, als sie im naturwissenschaftlichen Feld aufgefasst werden. Das macht es nötig, zu vermeiden, dass ein gegenseitiger Vorwurf, die Prinzipien nicht anzuerkennen, erhoben werden kann, also eine gemeinsame Terminologie und Kommunikation über die Argumentation zu entwickeln.